# Friedrich Moritz Stapff

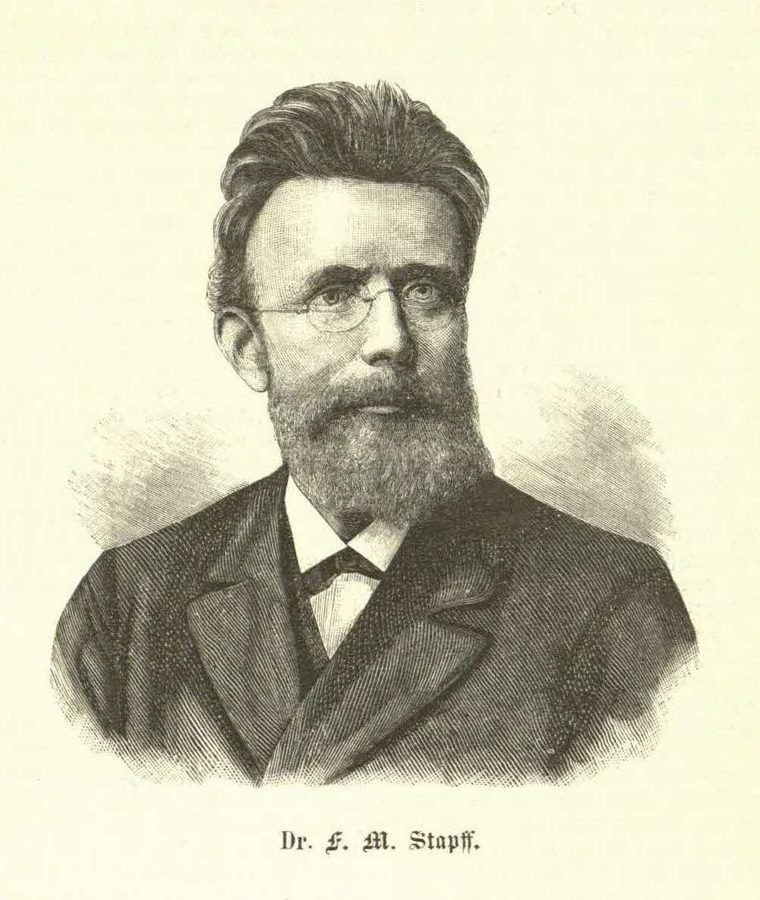
Friedrich Moritz Stapff

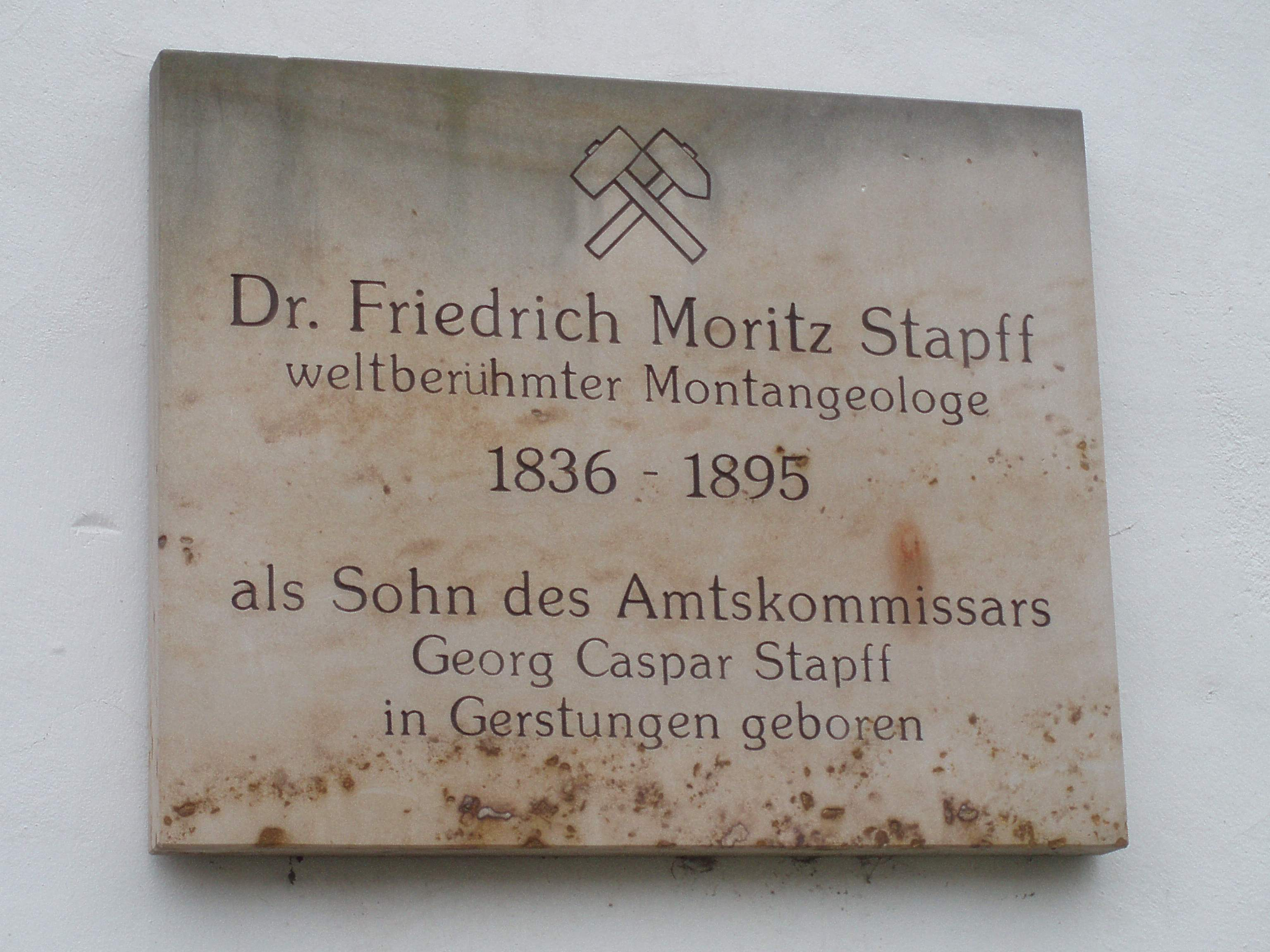
Gedenktafel für Stapff in Gerstungen

Friedrich Moritz Stapff (* 26. Oktober 1836 in Gerstungen; † 17. Oktober 1895 in Tanga, Deutsch-Ostafrika) war ein deutscher Geologe. Durch das von ihm projektierte und realisierte Längsprofil konnte der Gotthardtunnelbau in der Schweiz erfolgreich durchgeführt werden.

## Leben
Er war der Sohn des in Gerstungen tätigen Amtskommissars Georg Caspar Stapff. Stapff lebte danach in Tiefenort und studierte von 1854 bis 1856 als inskribierter Ausländer an der Bergakademie Freiberg. Nach Abschluss des Studiums begab er sich in schwedische Dienste und wirkte u. a. als Bergingenieur in Falun. Anschließend war Stapff in den Vereinigten Staaten von Amerika tätig. 1873 stellte ihn die Gotthardbahn-Gesellschaft für die Bearbeitung aller erforderlichen geologischen Untersuchungen an. Dabei erstellte Stapff das erste Längsprofil des Tunnels und sammelte von allen Gesteinsschichtungen ein entsprechendes faustgrosses Referenzexemplar. Diese Sammlung von gut 150 Steinen befindet sich unter anderem im Verkehrshaus der Schweiz.
Nach Vollendung des Tunnelbaus nach Stapffs Plänen zog er nach Berlin und wirkte als bergbaulicher Gutachter in verschiedenen europäischen Staaten. 1893 habilitierte Stapff an der Technischen Hochschule zur dynamischen Geologie. Dr. phil. Stapff lebte anschließend in Weißensee bei Berlin. Im August 1895 reiste Stapff im Auftrag der Deutsch-Ostafrikanischen Gesellschaft nach Deutsch-Ostafrika, um das Schwemmgoldvorkommen im Usambaratal zu untersuchen. Während der Expedition, die im Dezember 1895 abgeschlossen sein sollte, erkrankte Stapff und verstarb. Noch kurz vor seinem Tode fand er im Oktober ein goldhaltiges Quarzvorkommen. Durch den englischen Bergingenieur Martin, der die Arbeiten Stapffs fortsetzte, wurde der von Stapff beschriebene Goldquarzgang von fünf Kilometer Länge untersucht und für abbauwürdig gehalten.
Der Bergakademie Freiberg blieb Stapff nach Abschluss seines Studiums weiter verbunden und förderte die Einrichtung durch eine Schenkung.
1883 bis 1886 war er Mitglied der Preußischen Geologischen Landesanstalt (PGLA).

## Werke
- Studier i Markschejderi, Stockholm 1866
- Ueber Gesteins-Bohr-Maschinen, Falun 1869
- Studier i Grufbrytnings-Vetenskap, Falun 1869
- Beobachtungen über die Gesteins-, Wasser- und Temperatur-Verhältnisse des Gotthardtunnels in den Jahren 1872-1875, Luzern 1875
- Studien über den Einfluss der Erdwärme auf die Ausführbarkeit von Hochgebirgstunneln, Leipzig 1879
- Materialien für das Gotthardprofil, Schichtenbau des Usernthales, Airolo/Bern 1878–1879, 2. Aufl.
- Geologisches Profil des St. Gotthard in der Axe des grossen Tunnels, während des Baues (1873 - 1880) aufgenommen, Bern 1880
- Répartition de la temperature dans le grand tunnel du St. Gothard, Airolo 1880 / Studien über die Wärmevertheilung im Gotthard, der Schweizerischen Naturforschenden Gesellschaft zu ihrer sechzigsten Jahresversammlung in Bex gewidmet, Dalp Bern
- Les eaux du tunnel du St.-Gothard (online – Internet Archive). 1891 (frz.)